# Camillo Laurenti
Camillo Laurenti (20 de novembro de 1861 - 6 de setembro de 1938) foi um cardeal italiano da Igreja Católica Romana. Ele serviu como Prefeito da Sagrada Congregação dos Ritos de 1929 até sua morte, e foi elevado ao cardinalato em 1921.

## Biografia

### Início da vida
Camillo Laurenti nasceu em Monte Porzio Catone e estudou na Pontifícia Universidade Gregoriana, em Roma, de onde obteve seu doutorado em filosofia e na teologia . Ele freqüentou o Colégio Capranica também. Laurenti foi ordenado ao sacerdócio em 7 de junho 1884, e tornou-se um funcionário da Sagrada Congregação para a Propagação da Fé no dia 1 de setembro seguinte.
Enquanto atuou como professor de filosofia no Pontifício Ateneu Urbano da Propaganda Fide (1892–1908), foi elevado à categoria de Camareiro Particular Supranumerário em 3 de agosto de 1889. Laurenti retornou à Cúria Romana em 20 de outubro de 1908 como subsecretário da Congregação para a Propagação da Fé. Posteriormente foi nomeado Prelado Doméstico de Sua Santidade em 12 de junho de 1909, e secretário da Propagação da Fé em 12 de agosto de 1911. Como secretário, ele serviu como o segundo mais alto funcionário daquele dicastério, sucessivamente sob os cardeais Girolamo Maria Gotti, Domenico Serafini e Willem Marinus van Rossum.

### Cardinalizado
O papa Bento XV fê-lo cardeal-diácono de S. Maria da Escada no consistório de 13 de junho de 1921. Laurenti participou do conclave papal de 1922. Ele foi selecionado papa mas, de acordo com a história compacta dos papas, "ele se recusou a aceitar a honra". A votação continuou e o papa Pio XI foi selecionado. Este então nomeou Laurenti prefeito da Sagrada Congregação dos Religiosos em 5 de julho daquele mesmo ano.
O cardeal, depois de seis anos como superintendente de todos os institutos religiosos católicos romanos do Vaticano, tornou-se pró-prefeito da Sagrada Congregação dos Ritos em 17 de dezembro de 1928, tornando-se prefeito pleno em 12 de março de 1929. Ele optou pela ordem cardeais-presbíteros em 16 de dezembro de 1935 e manteve sua igreja titular.

### Morte e enterro
Laurenti morreu em Roma, aos 76 anos, e está enterrado no Campo di Verano.